# Família LGBT

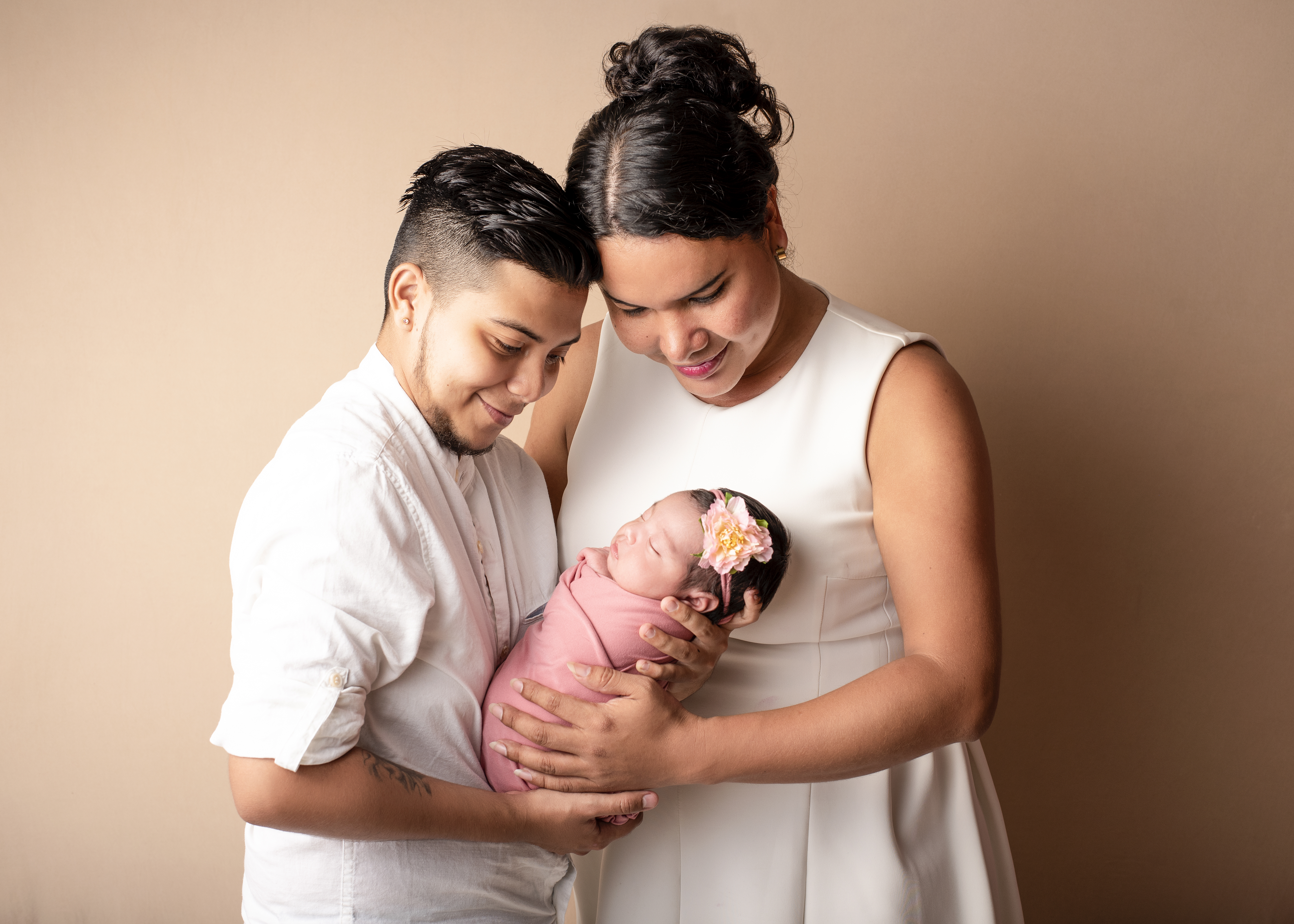
La diputada equatoriana Diane Rodríguez i la seva família LGBT.

Una família LGBT o família irisada és aquella família en la que almenys un dels progenitors forma part del col·lectiu LGBT (o el que és el mateix, almenys un no és heterosexual). La consideració és independent de si la filiació és biològica, adoptiva o d'acollida; i també inclou les famílies monoparentals en les què el progenitor és LGBT.
Aquest concepte és oposat al de família heteroparental (o família tradicional) i comprèn un rang més ampli que el de la família homoparental, on ambdós progenitors són del mateix sexe.